# Liste der Kulturdenkmale in Bad Lobenstein
Die Liste der Kulturdenkmale in Bad Lobenstein umfasst die als Einzeldenkmale, Bodendenkmale und Denkmalensembles erfassten Kulturdenkmale auf dem Gebiet der Stadt Bad Lobenstein im thüringischen Saale-Orla-Kreis (Stand: August 2022). Die Angaben in der Liste ersetzen nicht die rechtsverbindliche Auskunft der zuständigen Denkmalschutzbehörde.

## Legende
- Bild: zeigt ein Bild des Kulturdenkmals und gegebenenfalls einen Link zu weiteren Fotos des Kulturdenkmals im Medienarchiv Wikimedia Commons
- Bezeichnung: Name, Bezeichnung oder die Art des Kulturdenkmals
- Lage: Wenn vorhanden Straßenname und Hausnummer des Kulturdenkmals; Grundsortierung der Liste erfolgt nach dieser Adresse. Der Link Karte führt zu verschiedenen Kartendarstellungen und nennt die Koordinaten des Kulturdenkmals.
 Kartenansicht, um Koordinaten zu setzen – in dieser Kartenansicht sind Kulturdenkmale ohne Koordinaten mit einem roten bzw. orangen Marker dargestellt und können in der Karte gesetzt werden. Kulturdenkmale ohne Bild sind mit einem blauen bzw. roten Marker gekennzeichnet, Kulturdenkmale mit Bild mit einem grünen bzw. orangen Marker.
- Datierung: gibt das Jahr der Fertigstellung beziehungsweise das Datum der Erstnennung oder den Zeitraum der Errichtung an
- Beschreibung: bauliche und geschichtliche Einzelheiten des Kulturdenkmals, vorzugsweise die Denkmaleigenschaften
- ID: Die ID identifiziert das Kulturdenkmal eindeutig. In Thüringen sind aktuell keine IDs veröffentlicht. In der ID-Spalte kann sich auch folgendes Icon  befinden, dies führt zu Angaben zu diesem Kulturdenkmal bei Wikidata.

## Kulturdenkmale nach Ortsteilen

### Bad Lobenstein
| Bild                                    | Bezeichnung                                                                              | Lage                          | Datierung | Beschreibung | ID |
| --------------------------------------- | ---------------------------------------------------------------------------------------- | ----------------------------- | --------- | --- | -- |
| Direkt Bild zu diesem Denkmal hochladen | Alte Heer- und Handelsstraße (Alte Bayrische Straße / Gallenberg)                        | Alte Bayrische Straße         |           | |    |
| Direkt Bild zu diesem Denkmal hochladen | Straßenensemble „Bauliche Gesamtanlage Bayrische Straße“                                 | Bayrische Straße 1-7          |           | Teilobjekt des Denkmalensembles „Kernstadt“                                                                               |    |
| Direkt Bild zu diesem Denkmal hochladen | Wohnhaus                                                                                 | Bayrische Straße 4            |           | auch Bestandteil des Straßenensembles „Bauliche Gesamtanlage Bayrische Straße“ innerhalb des Denkmalensembles „Kernstadt“ |    |
| Direkt Bild zu diesem Denkmal hochladen | Wohnhaus                                                                                 | Bayrische Straße 6            |           | auch Bestandteil des Straßenensembles „Bauliche Gesamtanlage Bayrische Straße“ innerhalb des Denkmalensembles „Kernstadt“ |    |
| Direkt Bild zu diesem Denkmal hochladen | Wohnhaus                                                                                 | Christianenzell 1             |           | bis 2011 mit Nr. 2 (Abbruch) durch Torhaus verbunden. 2023/2024 wurde es ebenfalls abgerissen.                            |    |
| Direkt Bild zu diesem Denkmal hochladen | Stele Todesmarsch 1945                                                                   | Gallenberg                    |           | neuer Standort Parkstraße                                                                                                 |    |
| Direkt Bild zu diesem Denkmal hochladen | Gebäudeanlage ehemaliges Forsthaus/Kammergut (Wohnhaus und Nebengebäude)                 | Gallenberg 5                  |           | |    |
| Direkt Bild zu diesem Denkmal hochladen | ehemalige Kutschenremise (später Spritzenhaus) – heute Fremdenverkehrsamt                | Graben 18                     |           | auch Bestandteil des Denkmalensembles „Kernstadt“                                                                         |    |
| Fotos hochladen                         | Denkmalensemble „Kernstadt“                                                              | Kernstadt (Karte)             |           | Am Graben, Am Tor, Burgberg, Kirchplatz, Leonberger Platz, Park, Markt, Parkstraße, Schloßgasse, Topfmarkt                |    |
| weitere Bilder Fotos hochladen          | St.-Michaelis-Kirche                                                                     | Kirchplatz 3 (Karte)          |           | auch Bestandteil des Denkmalensembles „Kernstadt“                                                                         |    |
| Fotos hochladen                         | Neues Schloss                                                                            | Leonberger Platz 2 (Karte)    |           | auch Bestandteil des Denkmalensembles „Kernstadt“                                                                         |    |
| weitere Bilder Fotos hochladen          | Alte Wache, ehemaliger Teil der Schlossanlage                                            | Leonberger Platz 2b (Karte)   |           | auch Bestandteil des Denkmalensembles „Kernstadt“                                                                         |    |
| Fotos hochladen                         | Denkmalensemble „Marktplatz“                                                             | Markt (Karte)                 |           | Münd.ber. Parkstraße, Straße der Jugend, Schloßgasse, Am Tor 11, 12; Teilobjekt des Denkmalensembles „Kernstadt“          |    |
| weitere Bilder Fotos hochladen          | Rathaus                                                                                  | Markt 1 (Karte)               |           | auch Bestandteil des Denkmalensembles „Marktplatz“                                                                        |    |
| Fotos hochladen                         | Wohn- und Geschäftshaus                                                                  | Markt 8 (Karte)               |           | auch Bestandteil des Denkmalensembles „Marktplatz“                                                                        |    |
| Fotos hochladen                         | Wohn- und Geschäftshaus                                                                  | Markt 9 (Karte)               |           | auch Bestandteil des Denkmalensembles „Marktplatz“                                                                        |    |
| Fotos hochladen                         | Wohn- und Geschäftshaus                                                                  | Markt 10 (Karte)              |           | auch Bestandteil des Denkmalensembles „Marktplatz“                                                                        |    |
| Direkt Bild zu diesem Denkmal hochladen | Wohnhaus                                                                                 | Mühlgasse 19                  |           | |    |
| Direkt Bild zu diesem Denkmal hochladen | Raithalden                                                                               | Raithalden                    |           | Halden mittelalterl. Goldwäscherei am Langwasser- und Köselebach; auch Bodendenkmal                                       |    |
| Direkt Bild zu diesem Denkmal hochladen | Denkmalensemble „Schloßberg“                                                             | Schloßberg                    |           | Alter Turm, Turmstumpf und Resten der alten Burganlage mit Umsiedlungsgebäude Schloßberg                                  |    |
| weitere Bilder Fotos hochladen          | Alter Turm und Turmstumpf                                                                | Schloßberg (Karte)            |           | auch Bestandteil des Denkmalensembles „Schloßberg“                                                                        |    |
| Direkt Bild zu diesem Denkmal hochladen | Regionalmuseum (ehemaliges Forsthaus)                                                    | Schloßberg 20                 |           | auch Bestandteil des Denkmalensembles „Schloßberg“                                                                        |    |
| Direkt Bild zu diesem Denkmal hochladen | Wohnhaus (ehemaliges Gefängnis)                                                          | Schloßberg 23                 |           | auch Bestandteil des Denkmalensembles „Schloßberg“                                                                        |    |
| Direkt Bild zu diesem Denkmal hochladen | Wohn- und Geschäftshaus (ehemaliges Zucht- und Waisenhaus, 1862–1901 als Schule genutzt) | Schloßberg 24                 |           | auch Bestandteil des Denkmalensembles „Schloßberg“                                                                        |    |
| Direkt Bild zu diesem Denkmal hochladen | Sachteil-Gewölbekeller                                                                   | Schlossgasse 5                |           | |    |
| Direkt Bild zu diesem Denkmal hochladen | Stadtmauerreste                                                                          | Koordinaten fehlen! Hilf mit. |           | Schloßgasse / Mühlgasse, Am Graben, Am Tor, Bereich Kirchplatz; auch Bestandteil des Denkmalensembles „Kernstadt“         |    |
| Direkt Bild zu diesem Denkmal hochladen | Pavillon im Stadtpark                                                                    | Straße der Jugend             |           | auch Bestandteil des Denkmalensembles „Kernstadt“                                                                         |    |
| Direkt Bild zu diesem Denkmal hochladen | Wohn- und Geschäftshaus                                                                  | Straße der Jugend 15          |           | auch Bestandteil des Denkmalensembles „Kernstadt“                                                                         |    |
| Direkt Bild zu diesem Denkmal hochladen | altes Bergbaugebiet mit Schächten                                                        | Tännig                        |           | auch Bodendenkmal |    |
| Direkt Bild zu diesem Denkmal hochladen | Viadukt über den Sieglitzgrund – Thüringer Oberlandbahn                                  | Viadukt                       | 1896      | |    |
| Direkt Bild zu diesem Denkmal hochladen | Viadukt an der Herrenmühle – Thüringer Oberlandbahn                                      | Viadukt                       | 1895      | |    |
| Direkt Bild zu diesem Denkmal hochladen | Villa Martha                                                                             | Wurzbacher Straße 14          |           | |    |
| Direkt Bild zu diesem Denkmal hochladen | Wallanlagen der alten Burg                                                               | Schloßberg                    |           | Bodendenkmal |    |

### Helmsgrün
| Bild                                    | Bezeichnung          | Lage               | Datierung | Beschreibung | ID |
| --------------------------------------- | -------------------- | ------------------ | --------- | ------------ | -- |
| Direkt Bild zu diesem Denkmal hochladen | „Alter Fuhrmannsweg“ | Ruppersdorfer Wald |           |              |    |

### Lichtenbrunn
| Bild                                    | Bezeichnung                                                    | Lage                          | Datierung | Beschreibung | ID |
| --------------------------------------- | -------------------------------------------------------------- | ----------------------------- | --------- | ------------ | -- |
| Direkt Bild zu diesem Denkmal hochladen | Brunnenhaus                                                    | Koordinaten fehlen! Hilf mit. |           |              |    |
| Direkt Bild zu diesem Denkmal hochladen | Plänckner’scher Rennsteig (von Hörschel-Blankenstein 168,3 km) | Rennsteig                     |           |              |    |

### Oberlemnitz
| Bild                           | Bezeichnung            | Lage               | Datierung | Beschreibung | ID |
| ------------------------------ | ---------------------- | ------------------ | --------- | ------------ | -- |
| weitere Bilder Fotos hochladen | Kirche mit Ausstattung | Ortsstraße (Karte) |           |              |    |

### Saaldorf
| Bild                                    | Bezeichnung                                                                  | Lage                          | Datierung | Beschreibung      | ID |
| --------------------------------------- | ---------------------------------------------------------------------------- | ----------------------------- | --------- | ----------------- | -- |
| Direkt Bild zu diesem Denkmal hochladen | Saaldorfer Alaunschiefergrube „Christiansglück“                              | Koordinaten fehlen! Hilf mit. |           | auch Bodendenkmal |    |
| weitere Bilder Fotos hochladen          | Jagdschloss „Waidmannsheil“ einschließlich Wirtschaftsgebäude und Wohnhäuser | Saaldorf 31-33, 35-37 (Karte) | 1834/44   |                   |    |
| Direkt Bild zu diesem Denkmal hochladen | Ferienhaus – Fertigung Deutsche Werkstätten Hellerau                         | Saaldorf 65                   | 1937/38   |                   |    |

### Unterlemnitz
| Bild                           | Bezeichnung                                                 | Lage                        | Datierung | Beschreibung | ID |
| ------------------------------ | ----------------------------------------------------------- | --------------------------- | --------- | ------------ | -- |
| weitere Bilder Fotos hochladen | Viadukt (Bahnbrücke – Steinbrücke) – Thüringer Oberlandbahn | Lobensteiner Straße (Karte) | 1895      |              |    |
| weitere Bilder Fotos hochladen | Kirche mit Ausstattung                                      | Ortsstraße (Karte)          |           |              |    |